# Silas Simmons

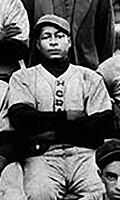
Silas Simmons (1913)

Silas Joseph "Si" Simmons (Middletown, 14 oktober 1895? – Saint Petersburg, 29 oktober 2006) was een Amerikaans semiprofessioneel en professioneel honkballer voor Afrikaans-Amerikaanse teams in het pre-Negro League tijdperk. Hij werd de langstlevende professionele honkballer aller tijden. Het voorgaande record werd gehouden door Red Hoff die in 1998 op 107-jarige leeftijd overleed. Hoewel er twijfels zijn over zijn geboortedatum (vanwege de minder betrouwbare volkstelling indertijd) wordt algemeen aangenomen dat hij 111 jaar oud was bij overlijden. Daardoor wordt hij beschouwd als supereeuweling.
In 1911 speelde hij als semiprof voor de Germantown Blue Ribbons. Deze club werd twee jaar later een profclub onder de naam Homestead Grays. Hij speelde rond 1926 voor de New York Lincoln Giants in de Eastern Colored League en beëindigde zijn honkbalcarrière na 1929.